# リーズバーグ (バージニア州)
リーズバーグ（Leesburg）は、アメリカ合衆国バージニア州の町。ラウドン郡の郡庁所在地である。人口は4万8250人（2020年）。ワシントンD.C.の西53キロメートルに位置している。ポトマック川に面しており、対岸はメリーランド州である。

## 概要
名称はバージニア州の名門「リー家」に由来している。リー家はイングランド系移民リチャード・リー1世（en:Richard Lee I）を祖とする家系であり、バージニア州の政界、財界に大きな影響力を持っていた。「バーグ」はドイツ語で「町」を意味する。

## 関連項目

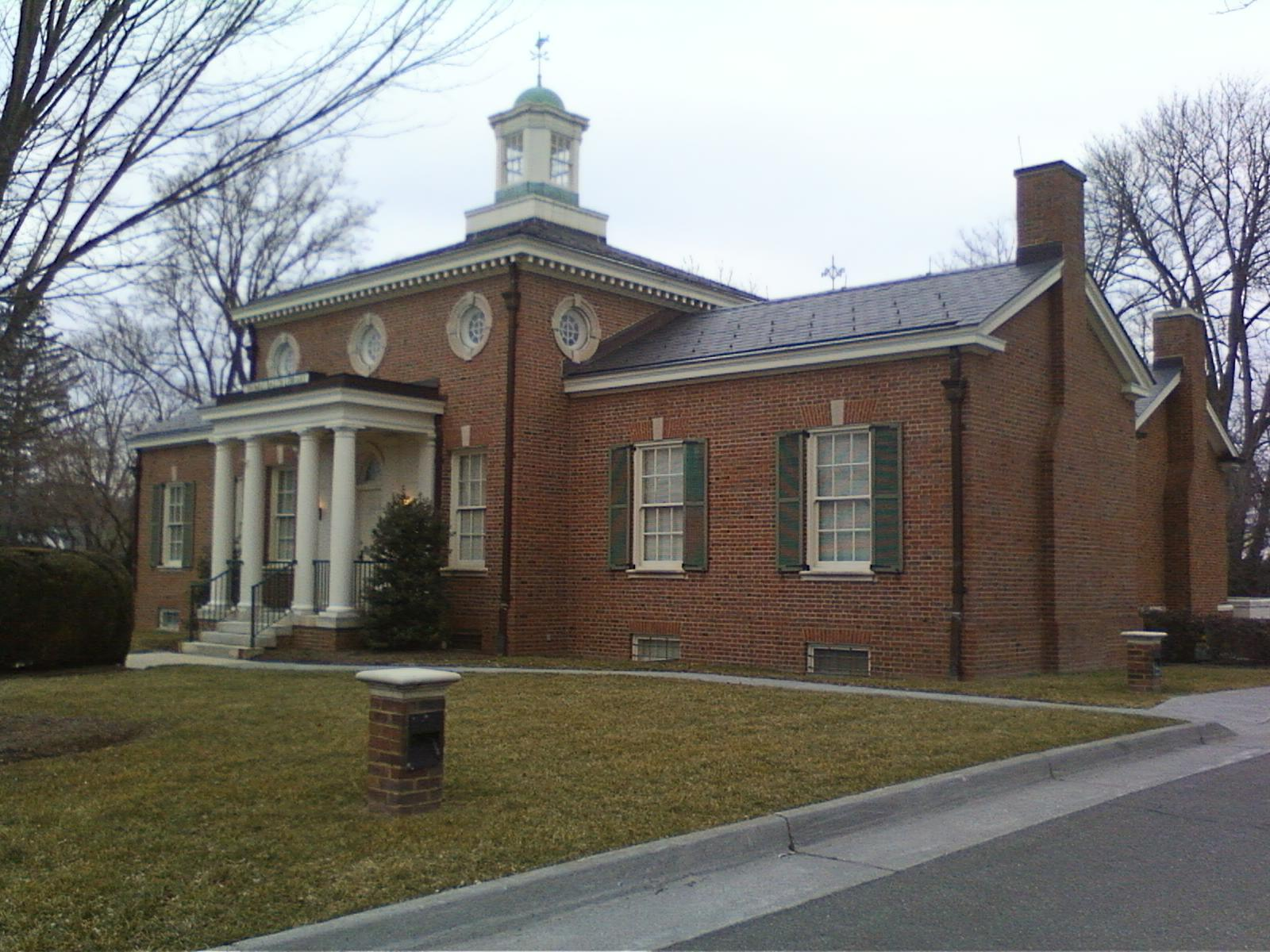
トマス・バルチ図書館